# Mahisasaka
Mahīśāsaka to jedna ze szkół wczesnego buddyzmu. Wyróżniła się ze szkoły vibhajjavādy w II w.n.e. Jej nazwa prawdopodobnie pochodzi od nazwiska jej twórcy lub od miejsca jej powstania. Jednym z jej pierwszych wyznawców był Asanga, jednak zrezygnował z jej nauk i założył szkołę yogacara zwana też szkołą tantryczną. Z tej tradycji wywodziło się wielu dharmaguptaków.
Przyjmują poglądy:
- Rzeczywiste są jedynie teraźniejsze dharmy, przeszłe i przyszłe dharmy nie istnieją
- Porzuceniem niedoli jest ujrzenie Czterech Szlachetnych Prawd
- Anuśaya (negatywne tendencje uśpione w umyśle) i "oczywista przyczyna" to dwie różne rzeczy i muszą być postrzegane oddzielnie
- Nie istnieje stan pośredni
- Istnieje cnotliwe życie (brāhmacarya) w świecie dev (bóstw)
- Nawet arahant może gromadzić zasługi
- Wszystkie pięć rodzajów vjñāna są podmiotem namiętności (rāga) i jej braku
- Pudgala przenika wszystko
- śrotāpatti (wkraczający w strumień) może dostąpić dyāna
- Zwykłe istoty mogą porzucić namiętności i niegodziwość
- Budda jest tożsamy z sanghą
- Wyzwolenie (nirwana) Buddy i śrāvaki ("ucznia") jest takie samo
- Nie można dostrzec pudgali
- Ani umysł, ani jego manifestacje, ani cokolwiek, co było zawarte w poprzednich narodzinach nie przechodzi do następnego
- Wszystkie rzeczy złożone są nietrwałe
- Ponowne narodziny są przedłużeniem samsary, lecz nie istnieją wiecznie
- Karma jest taka jak umysł
- Nie ma wolności ciała ani mowy
- Wszystko podlega degeneracji
- Nie ma zasług za odwiedzanie caitya (stupy)
- Jakiekolwiek obecne zdarzenie jest zawsze anuśaya
- Dostrzeżenie nietrwałości złożonych rzeczy jest wkroczeniem w prawdę